# Jardim América (Cariacica)
Jardim América é uns dos bairros do município de Cariacica. Seu surgimento data da primeira metade do Século XX.
A primeira escritura pública de compra e venda da área foi lavrada no século XIX. O documento, registrado em 23 de setembro de 1827 revela que, nessa época, havia na região uma propriedade rural, a Fazenda de Paul, cujo dono era o padre André Vitoriano Delgado. A fazenda passou por treze proprietários até ser vendida, em 1934, pela família Vieira. O comprador foi o topógrafo, marceneiro e construtor Hugo Viola, um carioca de influência socialista, que transformaria completamente o destino daquelas terras.
O desenvolvimento de Jardim América têm sua origem a partir do aparecimento da Companhia Ferro e Aço de Vitória (Cofavi) e da Companhia Vale do Rio Doce (CVRD). 
É o bairro onde inicia-se efetivamente a Rodovia Federal BR-262, limitado ao leste pelo Rio Marinho com o município de Vila Velha, ao norte pelos bairros de Alto Lage e Itaquari, ao sul pelos bairros de Vasco da Gama e Vale Esperança e, ao oeste, pelo bairro Vera Cruz.
Jardim América possui inúmeras empresas, muitas dos setores de serviço e distribuição de cargas, ligadas sobretudo ao transporte rodoviário, e também amplo comércio com lojas, restaurantes, bares e supermercados.
A Rodovia BR-262 constitui um espaço geográfico muito importante para o crescimento de Jardim América. Pela sua própria importância econômica e de localização estratégica, contribuiu para a valorização comercial e imobiliária do bairro. A rodovia é a porta de entrada da Capital do Estado, sendo o eixo de ligação principal com as maiores metrópoles do País. Ao longo da rodovia encontram-se diversas lojas especializadas em equipamentos, peças e manutenção de automóveis, assim como também diversos postos de combustíveis.
O bairro tem uma geografia plana com predomínio de colinas e pequenos morros. Possui uma altitude média de 1,5 m acima do nível do mar na sua parte baixa, o que pode justificar as constantes enchentes das ruas no período das chuvas mais fortes.

## Outras características
O Jardim América possui duas praças, com equipamentos para crianças e uma delas equipada com quadra de esportes. Não se pode dizer que o bairro é predominantemente residencial, pois possui um comércio bem ativo, que se restringe a parte baixa do barro, atendendo inclusive à demanda dos bairros vizinhos (Alto Laje, Bela Aurora, Vera Cruz, Itaquari, Vasco da Gama e Vale Esperança).
O bairro é servido apenas por transporte rodoviário, porém estão disponíveis diversas linhas de ônibus que passam pela BR-262 ligando o bairro à capital e aos demais municípios da Região Metropolitana da Grande Vitória. No segundo semestre de 2009 foi inaugurado a Terminal Rodoviário de Jardim América, ligando o bairro a localidades vizinhas e a outros municípios da Grande Vitória. Além disso, existe a possibilidade da linha atual da Ferrovia Centro Atlântica ser substituída pela implementação do Transporte Ferroviário Urbano (CBTU), isso de acordo com projetos do Plano Diretor do Transporte Urbano da Grande Vitória.

## População
A população de Jardim América é bastante diversificada, com muitos imigrantes nordestinos e mineiros como também descendentes de italianos e portugueses. Pode-se dizer que uma boa parte dos moradores pertence a classe média, os quais têm acesso à universidade, à Internet e TV por assinatura. Segundo o Censo Demográfico 2010, Jardim América conta com uma população de 8.080 habitantes.

## Curiosidades
O bairro é sede do clube Desportiva Ferroviária.  Contando ainda com o Estádio Engenheiro Alencar Araripe, com capacidade para 10.000 pessoas